# Ser du månen, Daniel
Pour plus de détails, voir Fiche technique et Distribution.
Ser du månen, Daniel (« Vois-tu la Lune, Daniel ? ») est un film biographique danois de 2019 réalisé par Niels Arden Oplev et basé sur un livre de Puk Damsgård (da),.
Il rappelle les expériences de Daniel Rye (da) (joué par Esben Smed) qui a été pris en otage par l'État islamique (ISIS) pendant treize mois,,.

## Fiche technique
- Titre original : Ser du månen, Daniel
- Réalisation : Niels Arden Oplev, Anders W. Berthelsen (coréalisation)
- Scénario : Anders Thomas Jensen, Puk Damsgaard Andersen, d'après son ouvrage
- Photographie : Eric Kress
- Montage : Lars Therkelsen, Anne Østerud
- Musique : Johan Söderqvist
- Costumes : Stine Thaning
- Pays d'origine : Danemark
- Langue originale : danois
- Format : couleur
- Genre : Biopic et historique
- Durée : 138 minutes
- Dates de sortie :   
  - Danemark : 29 août 2019

## Distribution
- Esben Smed : Daniel Rye
- Sofie Torp : Anita
- Anders W. Berthelsen : Arthur
- Toby Kebbell : James Foley
- Amir El-Masry : John (Beatles)
- Jens Jørn Spottag : Kjeld
- Christiane Gjellerup Koch : Susanne (comme Christiane G. Koch)
- Andrea Heick Gadeberg : Christina (comme Andrea Gadeberg)
- Sara Hjort Ditlevsen : Signe
- Ardalan Esmaili : Majeed
- Samuel Brafman-Moutier : Jeremy (comme Samuel Brafman)
- Niels Anders Thorn : Rosengren
- Mathieu Busson : Luis
- Sofia Danu : Aya (comme Sofia Asir)
- Illyès Salah : Ayoub (comme Illyes Salah)